# ADN-polymérase epsilon
L'ADN-polymérase ε, ou pol ε, est une ADN-polymérase présente chez les eucaryotes et qui intervient dans les processus de réplication de l'ADN et de réparation de l'ADN. Cette enzyme est constituée de quatre sous-unités : POLE, POLE2, POLE3 et POLE4 ; la sous-unité POLE est la sous-unité catalytique centrale.